# Góra Pieniążna
Góra Pieniążna (1078 m n.p.m.), także Pieniążna – szczyt położony w Beskidzie Sądeckim, w Paśmie Radziejowej. Jest kulminacją bocznego grzbietu biegnącego z Prehyby w kierunku południowym. Wierzchołek jest porośnięty lasem, podobnie jak stoki, z których zachodni opada do doliny potoku Sielskiego, a wschodni – Starego Potoku.
Znajduje się w granicach wsi Szlachtowa w województwie małopolskim, w powiecie nowotarskim, w gminie miejsko-wiejskiej Szczawnica. W rejonie wierzchołka przebiega czarno znakowany narciarski szlak z Przehyby do Szlachtowej oraz konny szlak Przehyba – Jaworki.